# パタモン
パタモンはデジタルモンスターシリーズに登場する架空の生命体・デジタルモンスターの一種。

## 概要
Ver.3から登場。当初は単なる哺乳類型デジモンだったが、デジモンアドベンチャーでの設定により、以降は聖なるデジモンとして取り扱われるようになった。

## 種族としてのパタモン
古代種の遺伝子を継ぎ、デジメンタルによる進化が可能な哺乳類型デジモン。特徴的な大きな耳は羽の役割を果たしておりグライダーのように飛行が可能だが、歩いた方が早い程度の速度（時速1km）しか出ない。

### 基本データ
- 世代/成長期[3]
- タイプ/哺乳類型[3]
- 属性/データ[1]（D-3ではフリー）
- 必殺技/エアショット
- 得意技/はねビンタ、迎撃エアショット
- 勢力/ウィンドガーディアンズ、ウィルスバスターズ

必殺技
エアショット
大きく吸い込んだ空気を塊のように圧縮して吐き出す。

### 亜種・関連種・その他
ツカイモン
亜種。負の属性を操る紺色のパタモン。
ピヨモン
ライバル。
バロモン
パタモンが勇気のデジメンタルで進化したアーマー体。
ステゴモン
パタモンが友情のデジメンタルで進化したアーマー体。
ピピスモン
パタモンが愛情のデジメンタルで進化したアーマー体。
モスモン
パタモンが知識のデジメンタルで進化したアーマー体。
ポンチョモン
パタモンが純真のデジメンタルで進化したアーマー体。
マンタレイモン
パタモンが誠実のデジメンタルで進化したアーマー体。
ペガスモン
パタモンが希望のデジメンタルで進化したアーマー体。
マンボモン
パタモンが光のデジメンタルで進化したアーマー体。
ライノモン
パタモンが奇跡のデジメンタルで進化したアーマー体。
プレイリモン
パタモンが優しさのデジメンタルで進化したアーマー体。

## 登場人物としてのパタモン
デジモンアドベンチャー・デジモンアドベンチャー02・デジモンアドベンチャー tri.・デジモンアドベンチャー:
声優は松本美和。高石タケルのパートナーデジモン。8体の中では最も成熟期・完全体への進化が遅く、そのためデビモンは対の力を秘めるパタモンを進化させまいとタケルを標的にする。デビモンの妨害を前に進化出来ず、歯痒い思いをすることも多かった。デビモンとの交戦の際、仲間のデジモンたちが暗黒の力で巨大化したデビモンに太刀打ちできず敗れてしまい、タケルがデビモンの前に晒されてしまい危機が訪れるがようやく進化に至り、7人のデジヴァイスの聖なる力を集め、強大になったデビモンを倒す。だが、その強力な力の反動で自身もデジタマまで戻ってしまう。その後コロモンの村（パグモンたちが乗っ取っていた）でトコモンに進化し、エテモン戦後にパタモンへ進化、再び成熟期に進化できたのはヴァンデモンの東京侵攻後の渋谷戦であり、完全体に進化できたのはスパイラルマウンテン頂上のピエモン戦である。対ヴァンデモン戦や対ピエモン戦でもわかるように成熟期・完全体に進化すればワンランク上のウィルス種とも互角に戦える強さを発揮しており、パーティーの切り札のような存在となり、対暗黒系デジモンとして大きな戦力になっていった。復活してからも「前世」の記憶はある程度保持しているようである。
一人称は「ボク」だが、成熟期以降は「私」に変わる（ただし、ペガスモンに進化した場合は例外で「ボク」のまま）。
『02』では新たな進化アーマー進化やジョグレス進化を行い、希望のデジメンタルの力でペガスモン、アンキロモンとのジョグレス進化でシャッコウモンに進化した。また、ドラマCD『未知へのアーマー進化』では八神ヒカリの所持する光のデジメンタルの力でマンボモンへと進化した。
『:』では『アドベンチャー』時代とは違い、速く進化している。ちなみに、『02』時代であったペガスモンに通常進化することになっている。
なお、ペガスモンにアーマー進化する時は「天翔る希望」、マンボモンにアーマー進化する時は「胸騒ぎの光」の決め台詞がある。
- （旧作、tri.）ポヨモン⇔トコモン⇔パタモン⇔エンジェモン⇔ホーリーエンジェモン⇔セラフィモン
- （:）ポヨモン⇔トコモン⇔パタモン⇔エンジェモン/ペガスモン⇔ホーリーエンジェモン⇔ゴッドドラモン/セラフィモン
- （02） パタモン→ペガスモン/マンボモン⇔エンジェモン⇔ホーリーエンジェモン⇔セラフィモン

デジモンテイマーズ
直接登場しないが、デジメンタルでアーマー進化した複数の凶悪な個体が登場、主人公たちを襲うが全滅した。

デジモンフロンティア
セラフィモンが残したデジタマから孵る。腹巻きをしており、育て親のボコモンを『父母上』と呼び慕っている。声優は荒木香恵。

デジモンアドベンチャーVテイマー01
郵便屋として登場した。
デジモンネクスト
隠れ谷でピッコロモンと共に住んでおり、沢山いる。
また、パタモンが描かれたマグカップも登場する。
デジモンクロスウォーズ
デジメモリに封印された伝説のデジモンとして複数登場。
デジモンユニバース アプリモンスターズ
データカードダス版で登場。
デジモンリアライズ
デジモンフィーチャークエストに登場。人間のパートナーを持っていた過去を示唆しており、戦闘時はエンジェモン・ホーリーエンジェモン・セラフィモンに進化できる。
『アドベンチャー』と同様に一人称は「ボク」だが、成熟期以降は「私」に変わる。
その他
テレビシリーズの「アドベンチャーのパタモン」と「フロンティアのパタモン」は、CD「デジモン挿入歌 ミラクルベストエボリューション」において共演したことがある（ちなみに『フロンティア』のパタモンを演じた荒木は『アドベンチャー』と『アドベンチャー02』で八神ヒカリを演じている）。